# صالح یوسف
صالح یوسف (عربی: صالح یوسف) (متولد ۲۵ ژوئیه ۱۹۸۲) بازیکن والیبال اهل مصر، که با تیم ملی مصر در بازی‌های المپیک تابستانی ۲۰۰۸ بازی کرده است است. او در پست دریافت کننده خارج بازی می‌کند و ۱۹۴ سانتی‌متر قد دارد.

## باشگاه
- در حال حاضر –  اسپرنس
- اولین باشگاه –  زمالک